# Movimiento para la Democracia (Eslovaquia)
Movimiento para la Democracia (eslovaco - Hnutie za demokraciu, HZD) es un partido político de Eslovaquia que fue creado como una escisión del Partido Popular-Movimiento por una Eslovaquia Democrática en 2002. El primer líder del partido fue Ivan Gašparovič, el actual presidente de Eslovaquia desde el 15 de junio de 2004, él posee la jefatura del Estado de la República eslovaca. Aunque actualmente el líder del partido es Jozef Grapa. Se presentó a las elecciones legislativas eslovacas de 2002 y obtuvo el 3,28 % de los votos, insuficiente para obtener representación parlamentaria. A las elecciones legislativas eslovacas de 2006 sólo obtuvo el 0,6 % y se mantiene extraparlamentario. Es miembro de la Alianza para la Europa de las Naciones.